# Estibiocolumbita
L'estibiocolumbita és un mineral de la classe dels òxids que pertany al grup de la cervantita. Rep el seu nom en al·lusió al seu contingut d'antimoni (stibio-) i la seva similitud amb la columbita.

## Característiques
L'estibiocolumbita és un òxid de fórmula química SbNbO₄. Cristal·litza en el sistema ortoròmbic. Els cristalls són prismàtics allargats paral·lelament a [010]; {001} i {101} estriats paral·lelament a [010]. La seva duresa a l'escala de Mohs és 5,5.
Segons la classificació de Nickel-Strunz, la estibiocolumbita pertany a «04.De: Òxids i hidròxids amb proporció Metall:Oxigen = 1:2 i similars amb cations de mida mitjana; amb diversos poliedres» juntament amb els següents minerals: downeyita, koragoïta, koechlinita, russel·lita, tungstibita, tel·lurita, paratel·lurita, bismutotantalita, bismutocolumbita, cervantita, estibiotantalita, clinocervantita i baddeleyita.

## Formació i jaciments
L'estibiocolumbita és un mineral rar accessori que apareix en pegmatites de granit complexes. Va ser descoberta a la mina Himalaya, al comtat de San Diego (Califòrnia, Estats Units). També ha estat descrita a la mina Little Three, també a San Diego, i a Clarence Coil (Colorado, EUA); al Canadà, Itàlia, Moçambic, Noruega, el Pakistan, Polònia, Rússia, Suïssa i el Tajikistan.
Sol trobar-se associada a altres minerals com: turmalina, beril i lepidolita.